# Ikʼ Skull

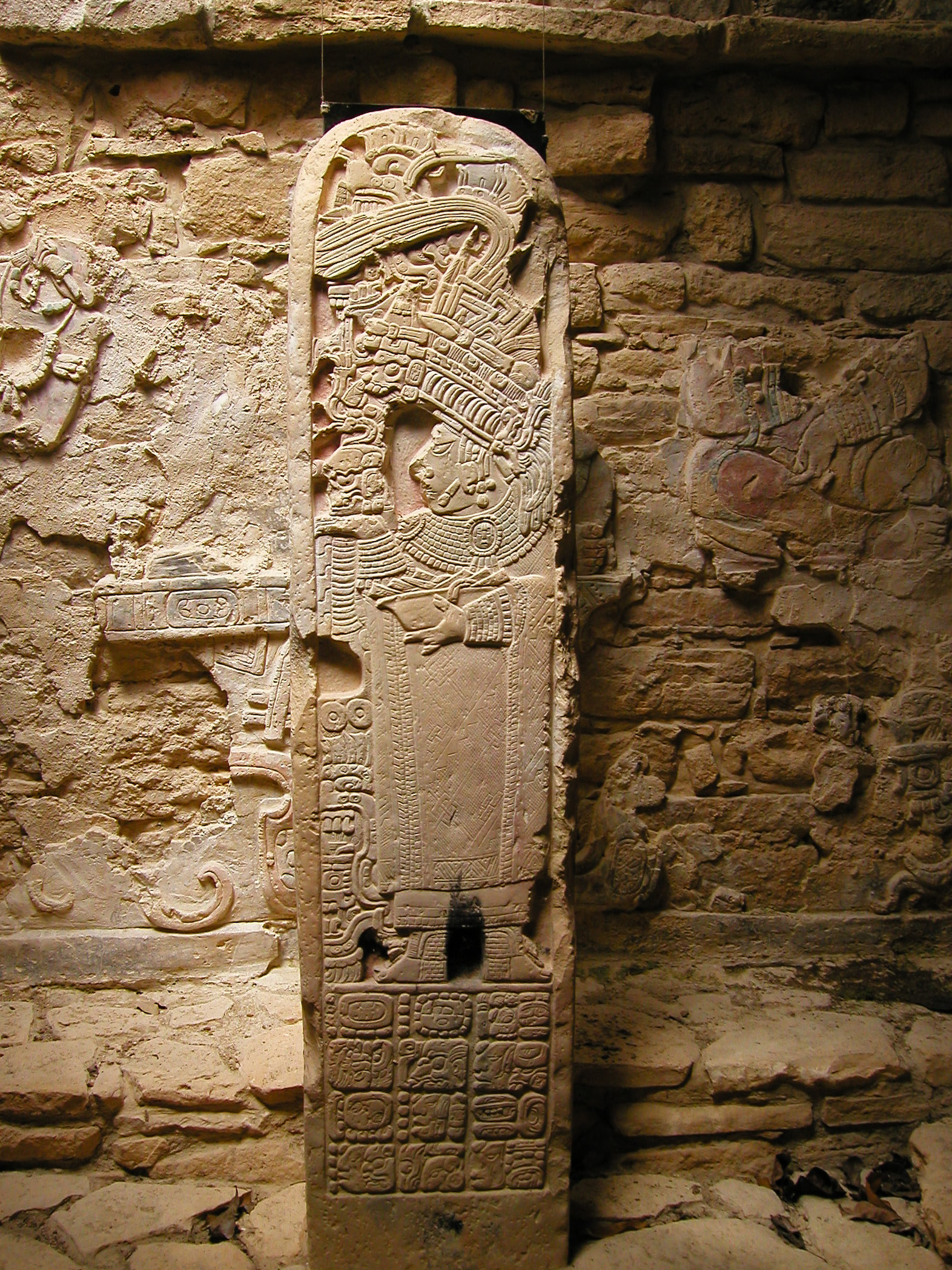
Ikʼ Skull

Ikʼ Skull eller Lady Eveningstar, född 704, död 751, var drottning av mayastaten Yaxchilan, gift med kung  Itzamnaaj Bʼalam II.
Hon var möjligen regent i Yaxchilan som ställföreträdande för sin son Yaxun Bʼalam IV mellan 742 och 751. Hon var sin makes sekundärhustru, vilket innebär att hennes son egentligen inte var tronarvinge. När hennes make avled 742, uppstod ett interregnum eftersom ingen kung anges under de följande tio åren. År 752 anges hennes son som statens regent vid 33 års ålder, och hans formella trontillträde anges från det året. Hans mor anges ha regerat under de tio mellanliggande åren, men hon registrerades inte formellt som monark. 